# Temporada 2022 del Campeonato de Fórmula 2 de la FIA
La temporada 2022 del Campeonato de Fórmula 2 de la FIA fue la sexta edición de dicho campeonato. Todas las rondas se disputaron como soporte a los Grandes Premios de Fórmula 1.
Felipe Drugovich se consagró campeón de la categoría, mientras que MP Motorsport fue la escudería campeona.

## Escuderías y pilotos
| Escudería             | N.º | Piloto             | Rondas      |
| --------------------- | --- | ------------------ | ----------- |
| PREMA Racing          | 1   | Dennis Hauger      | Todas       |
| PREMA Racing          | 2   | Jehan Daruvala     | Todas       |
| Virtuosi Racing       | 3   | Jack Doohan        | Todas       |
| Virtuosi Racing       | 4   | Marino Sato        | Todas       |
| Carlin                | 5   | Liam Lawson        | Todas       |
| Carlin                | 6   | Logan Sargeant     | Todas       |
| Hitech Grand Prix     | 7   | Marcus Armstrong   | Todas       |
| Hitech Grand Prix     | 8   | Jüri Vips          | Todas       |
| ART Grand Prix        | 9   | Frederik Vesti     | Todas       |
| ART Grand Prix        | 10  | Théo Pourchaire    | Todas       |
| MP Motorsport         | 11  | Felipe Drugovich   | Todas       |
| MP Motorsport         | 12  | Clément Novalak    | Todas       |
| Campos Racing         | 14  | Olli Caldwell      | 1-10, 12-14 |
| Campos Racing         | 14  | Lirim Zendeli      | 11          |
| Campos Racing         | 15  | Ralph Boschung     | 1-7, 11-14  |
| Campos Racing         | 15  | Roberto Merhi      | 8-10        |
| DAMS                  | 16  | Roy Nissany        | 1-12, 14    |
| DAMS                  | 16  | Luca Ghiotto       | 13          |
| DAMS                  | 17  | Ayumu Iwasa        | Todas       |
| Trident               | 20  | Richard Verschoor  | Todas       |
| Trident               | 21  | Calan Williams     | 1-13        |
| Trident               | 21  | Zane Maloney       | 14          |
| Charouz Racing System | 22  | Enzo Fittipaldi    | Todas       |
| Charouz Racing System | 23  | Cem Bölükbaşı      | 1-2, 4-10   |
| Charouz Racing System | 23  | David Beckmann     | 3           |
| Charouz Racing System | 23  | Tatiana Calderón   | 11-14       |
| Van Amersfoort Racing | 24  | Jake Hughes        | 1-8         |
| Van Amersfoort Racing | 24  | David Beckmann     | 9-13        |
| Van Amersfoort Racing | 24  | Juan Manuel Correa | 14          |
| Van Amersfoort Racing | 25  | Amaury Cordeel     | 1-6, 8-14   |
| Van Amersfoort Racing | 25  | David Beckmann     | 7           |
| Fuente:               |     |                    |             |

### Cambios de escuderías
- Van Amersfoort Racing se unió a la categoría en reemplazo de HWA RACELAB.[3]

### Cambios de pilotos
- Clément Novalak, tercero en la Fórmula 3 2021, fichó por MP Motorsport luego de correr en dos rondas en 2021.[4]
- Campos Racing contó nuevamente con Ralph Boschung.[5]
- Virtousi Racing, cambió completamente su dupla de pilotos, siendo Jack Doohan, segundo en la Fórmula 3 2021 y Marino Sato los elegidos.[6]
- Logan Sargeant, fichó por Carlin, reemplazando a Dan Ticktum.[7]
- DAMS contó nuevamente con el israelí Roy Nissany.[8]
- Felipe Drugovich volvió a MP Motorsport tras estar el año pasado con Virtuosi Racing.[9]
- Théo Pourchaire fue retenido por la escudería ART Grand Prix.[10]
- Cem Bölükbaşı, proveniente de Eurofórmula Open y de la F3 Asiática, fue piloto de Charouz Racing System.[11]
- Calan Williams compitió para Trident en su primera temporada en la categoría.[12]
- Ayumu Iwasa, proveniente de la F3, fue nuevo compañero de Roy Nissany en DAMS.[13]
- Dennis Hauger, campeón de la Fórmula 3 2021, ascendió a la F2 con PREMA Racing. Jehan Daruvala dejó Carlin para acompañarlo en el equipo.[14]
- Hitech Grand Prix retuvo a Jüri Vips.[15]
- Liam Lawson abandonó Hitech para fichar por Carlin.[16]
- Tras estar dos años como piloto reemplazante, Jake Hughes corrió parcialmente la F2 con Van Amersfoort Racing.[17]
- Marcus Armstrong dejó DAMS y pasó a Hitech Grand Prix en su tercera temporada en la competición.[18]
- Amaury Cordeel ascendió a la Fórmula 2 de la mano de Van Amersfoort Racing.[19]
- Frederik Vesti, cuarto en la F3 2020 y 2021, corrió en la Fórmula 2 con ART Grand Prix.[20]
- Olli Caldwell fichó por Campos Racing para disputar a tiempo completo la F2.[21]
- Enzo Fittipaldi corrió a tiempo completo la F2 con Charouz Racing System.[22]
- Trident fichó a Richard Verschoor, proveniente de MP y Charouz.[23]

#### En mitad de temporada
- David Beckmann ocupó el asiento del lesionado Cem Bölükbaşı en Charouz Racing System a partir de la ronda de Imola.[24]
- Amaury Cordeel no estuvo presente en la ronda de Silverstone debido a una sanción por tener doce puntos en su licencia, tras un choque con el piloto de proyección Olli Caldwell en Bakú. En su lugar en VAR estuvo Beckmann.[25]
- Roberto Merhi, expiloto de Fórmula 1, se unió a Campos Racing para sustituir al lesionado Ralph Boschung y regresó a la F2 tras correr por última vez en 2018.[26]
- Jake Hughes dio positivo en el test de COVID-19 y se perdió la ronda en Le Castellet. David Beckmann ocupó su asiento.[27]
- Olli Caldwell acumuló 12 puntos de penalización en su licencia y fue suspendido. Lirim Zendeli volvió a la categoría para reemplazarlo en Campos.[28]
- Cem Bölükbaşı fue remplazado por Tatiana Calderón, quien volvió a la categoría de la mano de Charouz Racing System.[29]
- Luca Ghiotto regresó a la F2 en Monza junto a DAMS en sustitución de Roy Nissany, que fue suspendido por acumular 13 puntos en su licencia.[30]
- Zane Maloney, subcampeón de la F3 2022, debutó en la categoría en Yas Marina, sustituyendo a Calan Williams en Trident.[31]
- Juan Manuel Correa ocupó el asiento número 24 de Van Amersfoort en la última ronda y volvió a la F2 tras el grave accidente que sufrió en Spa en 2019.[32]

## Calendario
El campeonato volverá a su formato de fecha original, utilizado entre 2017 y 2020, con la diferencia de que el sábado se correrá la carrera corta y el domingo la carrera larga.
| Rondas            | Rondas           | Circuito                                     | País                   | Fecha            |
| ----------------- | ---------------- | -------------------------------------------- | ---------------------- | ---------------- |
| 1                 | CC               | Circuito Internacional de Baréin, Sakhir     | Baréin                 | 19 de marzo      |
| 1                 | CL               | Circuito Internacional de Baréin, Sakhir     | Baréin                 | 20 de marzo      |
| 2                 | CC               | Circuito de la Corniche de Yeda, Yeda        | Arabia Saudita         | 26 de marzo      |
| 2                 | CL               | Circuito de la Corniche de Yeda, Yeda        | Arabia Saudita         | 27 de marzo      |
| 3                 | CC               | Autodromo Enzo e Dino Ferrari, Imola         | Italia                 | 23 de abril      |
| 3                 | CL               | Autodromo Enzo e Dino Ferrari, Imola         | Italia                 | 24 de abril      |
| 4                 | CC               | Circuito de Barcelona-Cataluña, Montmeló     | España                 | 21 de mayo       |
| 4                 | CL               | Circuito de Barcelona-Cataluña, Montmeló     | España                 | 22 de mayo       |
| 5                 | CC               | Circuito de Mónaco, Montecarlo               | Mónaco                 | 28 de mayo       |
| 5                 | CL               | Circuito de Mónaco, Montecarlo               | Mónaco                 | 29 de mayo       |
| 6                 | CC               | Circuito callejero de Bakú, Bakú             | Azerbaiyán             | 11 de junio      |
| 6                 | CL               | Circuito callejero de Bakú, Bakú             | Azerbaiyán             | 12 de junio      |
| 7                 | CC               | Circuito de Silverstone, Silverstone         | Reino Unido            | 2 de julio       |
| 7                 | CL               | Circuito de Silverstone, Silverstone         | Reino Unido            | 3 de julio       |
| 8                 | CC               | Red Bull Ring, Spielberg                     | Austria                | 9 de julio       |
| 8                 | CL               | Red Bull Ring, Spielberg                     | Austria                | 10 de julio      |
| 9                 | CC               | Circuito Paul Ricard, Le Castellet           | Francia                | 23 de julio      |
| 9                 | CL               | Circuito Paul Ricard, Le Castellet           | Francia                | 24 de julio      |
| 10                | CC               | Hungaroring, Mogyoród                        | Hungría                | 30 de julio      |
| 10                | CL               | Hungaroring, Mogyoród                        | Hungría                | 31 de julio      |
| 11                | CC               | Circuito de Spa-Francorchamps, Francorchamps | Bélgica                | 27 de agosto     |
| 11                | CL               | Circuito de Spa-Francorchamps, Francorchamps | Bélgica                | 28 de agosto     |
| 12                | CC               | Circuito de Zandvoort, Zandvoort             | Países Bajos           | 3 de septiembre  |
| 12                | CL               | Circuito de Zandvoort, Zandvoort             | Países Bajos           | 4 de septiembre  |
| 13                | CC               | Autodromo Nazionale di Monza, Monza          | Italia                 | 10 de septiembre |
| 13                | CL               | Autodromo Nazionale di Monza, Monza          | Italia                 | 11 de septiembre |
| 14                | CC               | Circuito Yas Marina, Isla Yas                | Emiratos Árabes Unidos | 19 de noviembre  |
| 14                | CL               | Circuito Yas Marina, Isla Yas                | Emiratos Árabes Unidos | 20 de noviembre  |
| Rondas canceladas |                  |                                              |                        |                  |
|                   | CC               | Autódromo de Sochi, Sochi                    | Rusia                  | 24 de septiembre |
| CL                | 25 de septiembre | Autódromo de Sochi, Sochi                    | Rusia                  |                  |
| Fuente:           |                  |                                              |                        |                  |

### Cambios
- La ronda que iba a disputarse en Sochi los días 24 y 25 de septiembre, fue cancelada debido al conflicto bélico entre Rusia y Ucrania.[35] Finalmente el día 18 de mayo, se confirmó la incorporación de Le Castellet los días 23 y 24 de julio.[36]

## Resultados

### Entrenamientos

#### Pretemporada
| Circuito | Fecha      | Sesión | Mejor clasificado | Mejor clasificado | Mejor clasificado | Mejor clasificado |
| Circuito | Fecha      | Sesión | Piloto            | Escudería         | Tiempo            | Vueltas           |
| -------- | ---------- | ------ | ----------------- | ----------------- | ----------------- | ----------------- |
| Sakhir   | 2 de marzo | Mañana | Liam Lawson       | Carlin            | 1:44.522          | 22                |
| Sakhir   | 2 de marzo | Tarde  | Jehan Daruvala    | PREMA Racing      | 1:42.074          | 25                |
| Sakhir   | 3 de marzo | Mañana | Jüri Vips         | Hitech Grand Prix | 1:46.705          | 23                |
| Sakhir   | 3 de marzo | Tarde  | Liam Lawson       | Carlin            | 1:41.623          | 20                |
| Sakhir   | 4 de marzo | Mañana | Felipe Drugovich  | MP Motorsport     | 1:44.911          | 24                |
| Sakhir   | 4 de marzo | Tarde  | Cancelada         | Cancelada         | Cancelada         | Cancelada         |

#### Postemporada
| Circuito   | Fecha           | Sesión | Mejor clasificado | Mejor clasificado     | Mejor clasificado | Mejor clasificado |
| Circuito   | Fecha           | Sesión | Piloto            | Escudería             | Tiempo            | Vueltas           |
| ---------- | --------------- | ------ | ----------------- | --------------------- | ----------------- | ----------------- |
| Yas Marina | 23 de noviembre | Mañana | Dennis Hauger     | MP Motorsport         | 1:36.821          | 28                |
| Yas Marina | 23 de noviembre | Tarde  | Richard Verschoor | Van Amersfoort Racing | 1:36.395          | 46                |
| Yas Marina | 24 de noviembre | Mañana | Jack Doohan       | Virtuosi Racing       | 1:35.990          | 44                |
| Yas Marina | 24 de noviembre | Tarde  | Frederik Vesti    | PREMA Racing          | 1:36.462          | 39                |
| Yas Marina | 25 de noviembre | Mañana | Victor Martins    | ART Grand Prix        | 1:35.908          | 49                |
| Yas Marina | 25 de noviembre | Tarde  | Kush Maini        | Campos Racing         | 1:36.875          | 55                |

### Temporada
| Ronda | Ronda | Ronda             | Pole Position    | Vuelta rápida     | Piloto ganador    | Escudería ganadora | Resultados |
| ----- | ----- | ----------------- | ---------------- | ----------------- | ----------------- | ------------------ | ---------- |
| 1     | C     | Sakhir            |                  | Amaury Cordeel    | Richard Verschoor | Trident            | Resultados |
| 1     | L     | Sakhir            | Jack Doohan      | Jüri Vips         | Théo Pourchaire   | ART Grand Prix     | Resultados |
| 2     | C     | Yeda              |                  | Jüri Vips         | Liam Lawson       | Carlin             | Resultados |
| 2     | L     | Yeda              | Felipe Drugovich | Jack Doohan       | Felipe Drugovich  | MP Motorsport      | Resultados |
| 3     | C     | Imola             |                  | Jüri Vips         | Marcus Armstrong  | Hitech Grand Prix  | Resultados |
| 3     | L     | Imola             | Jüri Vips        | Jehan Daruvala    | Théo Pourchaire   | ART Grand Prix     | Resultados |
| 4     | C     | Barcelona         |                  | Felipe Drugovich  | Felipe Drugovich  | MP Motorsport      | Resultados |
| 4     | L     | Barcelona         | Jack Doohan      | Jack Doohan       | Felipe Drugovich  | MP Motorsport      | Resultados |
| 5     | C     | Montecarlo        |                  | Jack Doohan       | Dennis Hauger     | PREMA Racing       | Resultados |
| 5     | L     | Montecarlo        | Felipe Drugovich | Richard Verschoor | Felipe Drugovich  | MP Motorsport      | Resultados |
| 6     | C     | Bakú              |                  | Dennis Hauger     | Frederik Vesti    | ART Grand Prix     | Resultados |
| 6     | L     | Bakú              | Jüri Vips        | Jüri Vips         | Dennis Hauger     | PREMA Racing       | Resultados |
| 7     | C     | Silverstone       |                  | Ayumu Iwasa       | Jack Doohan       | Virtuosi Racing    | Resultados |
| 7     | L     | Silverstone       | Logan Sargeant   | David Beckmann    | Logan Sargeant    | Carlin             | Resultados |
| 8     | C     | Spielberg         |                  | Felipe Drugovich  | Marcus Armstrong  | Hitech Grand Prix  | Resultados |
| 8     | L     | Spielberg         | Frederik Vesti   | Jack Doohan       | Logan Sargeant    | Carlin             | Resultados |
| 9     | C     | Le Castellet      |                  | Liam Lawson       | Liam Lawson       | Carlin             | Resultados |
| 9     | L     | Le Castellet      | Logan Sargeant   | Felipe Drugovich  | Ayumu Iwasa       | DAMS               | Resultados |
| 10    | C     | Budapest          |                  | Richard Verschoor | Jack Doohan       | Virtuosi Racing    | Resultados |
| 10    | L     | Budapest          | Ayumu Iwasa      | Dennis Hauger     | Théo Pourchaire   | ART Grand Prix     | Resultados |
| 11    | C     | Spa-Francorchamps |                  | Liam Lawson       | Liam Lawson       | Carlin             | Resultados |
| 11    | L     | Spa-Francorchamps | Felipe Drugovich | Jehan Daruvala    | Jack Doohan       | Virtuosi Racing    | Resultados |
| 12    | C     | Zandvoort         |                  | Felipe Drugovich  | Marcus Armstrong  | Hitech Grand Prix  | Resultados |
| 12    | L     | Zandvoort         | Felipe Drugovich | Frederik Vesti    | Felipe Drugovich  | MP Motorsport      | Resultados |
| 13    | C     | Monza             |                  | Dennis Hauger     | Jüri Vips         | Hitech Grand Prix  | Resultados |
| 13    | L     | Monza             | Jack Doohan      | Richard Verschoor | Jehan Daruvala    | PREMA Racing       | Resultados |
| 14    | C     | Yas Marina        |                  | Liam Lawson       | Liam Lawson       | Carlin             | Resultados |
| 14    | L     | Yas Marina        | Ayumu Iwasa      | Clément Novalak   | Ayumu Iwasa       | DAMS               | Resultados |

## Clasificaciones

### Sistema de puntuación
Puntos de carrera corta
| Posición | 1.º | 2.º | 3.º | 4.º | 5.º | 6.º | 7.º | 8.º | VR |
| Puntos   | 10  | 8   | 6   | 5   | 4   | 3   | 2   | 1   | 1  |

Puntos de carrera larga
| Posición | 1.º | 2.º | 3.º | 4.º | 5.º | 6.º | 7.º | 8.º | 9.º | 10.º | Pole | VR |
| Puntos   | 25  | 18  | 15  | 12  | 10  | 8   | 6   | 4   | 2   | 1    | 2    | 1  |

### Campeonato de Pilotos
| Pos. | Piloto             | SAK | SAK | YED | YED | IMO | IMO | BAR | BAR | MON | MON | BAK | BAK | SIL | SIL | SPI | SPI | LEC | LEC | BUD | BUD | SPA | SPA | ZAN | ZAN | MNZ | MNZ | YMC | YMC | Puntos |
| ---- | ------------------ | --- | --- | --- | --- | --- | --- | --- | --- | --- | --- | --- | --- | --- | --- | --- | --- | --- | --- | --- | --- | --- | --- | --- | --- | --- | --- | --- | --- | ------ |
| 1    | Felipe Drugovich   | 5   | 6   | 3   | 1   | 5   | 10  | 1   | 1   | Ret | 1   | 5   | 3   | 5   | 4   | 4   | 11  | 3   | 4   | 4   | 9   | 4   | 2   | 10  | 1   | Ret | 6   | 3   | 2   | 265    |
| 2    | Théo Pourchaire    | Ret | 1   | 13  | Ret | 7   | 1   | 5   | 8   | 6   | 2   | 7   | 11  | 4   | 2   | 2   | 13  | 7   | 2   | 9   | 1   | 6   | Ret | 20  | 9   | 17  | Ret | 9   | 19† | 164    |
| 3    | Liam Lawson        | 3   | 2   | 1   | Ret | 8   | Ret | 9   | 9   | 8   | Ret | 3   | 15  | 20  | 3   | Ret | 10  | 1   | 6   | 6   | 7   | 1   | 3   | 4   | 12  | 5   | 13  | 1   | 3   | 149    |
| 4    | Logan Sargeant     | 6   | 7   | Ret | 12  | 6   | 7   | 3   | 4   | 10  | 9   | 6   | 2   | 7   | 1   | 7   | 1   | 8   | Ret | Ret | 10  | Ret | 5   | 8   | Ret | 4   | Ret | 6   | 5   | 148    |
| 5    | Ayumu Iwasa        | 8   | 16  | 6   | 7   | 9   | 5   | 2   | 12  | 19  | 17† | 8   | 14  | 2   | 12  | 10  | 7   | 6   | 1   | 8   | 3   | 9   | 7   | 6   | 3   | 16  | DSQ | 13  | 1   | 141    |
| 6    | Jack Doohan        | 10  | 10  | Ret | 9   | 11  | Ret | 6   | 2   | 7   | 4   | 11  | 13  | 1   | 9   | 3   | 19  | 4   | 5   | 1   | Ret | 2   | 1   | 9   | Ret | 6   | Ret | 7   | Ret | 128    |
| 7    | Jehan Daruvala     | 2   | 14  | 7   | 3   | 2   | 9   | 4   | Ret | 2   | 8   | 2   | 4   | 8   | 7   | 11  | 12  | 2   | 7   | 17  | 11  | DNS | 20  | 16  | 10  | 3   | 1   | Ret | 13  | 126    |
| 8    | Enzo Fittipaldi    | 11  | 13  | 10  | 11  | 12  | 2   | 8   | 6   | 4   | 5   | Ret | 6   | 3   | 11  | 8   | 2   | Ret | 10  | 3   | 2   | 13  | 10  | 13  | 5   | 12  | 3   | Ret | 14  | 126    |
| 9    | Frederik Vesti     | 13  | Ret | 12  | 18† | 10  | 6   | 7   | 3   | 11  | 14  | 1   | 7   | 6   | 5   | 12  | 14  | 5   | 3   | 5   | 4   | 15  | 11  | 11  | 15  | 2   | 2   | 11  | 11  | 117    |
| 10   | Dennis Hauger      | 9   | 19† | 16  | 6   | 3   | Ret | 12  | 13  | 1   | 7   | Ret | 1   | 15  | Ret | 9   | 4   | 12  | 16  | Ret | 19  | 10  | 12  | 3   | 4   | 9   | 4   | 4   | 4   | 115    |
| 11   | Jüri Vips          | 7   | 3   | 2   | 10  | 15  | Ret | Ret | 17  | 5   | 3   | 12  | Ret | 12  | 6   | 5   | 8   | 11  | 12  | 2   | 5   | 14  | 8   | 5   | 7   | 1   | 10  | 12  | 8   | 114    |
| 12   | Richard Verschoor  | 1   | Ret | 5   | 2   | 13  | 14  | 11  | 18  | 13  | 12  | 20† | 5   | 10  | 14  | 6   | DSQ | NC  | 17† | 18  | 8   | 5   | 4   | 7   | 2   | 8   | 9   | 2   | 7   | 103    |
| 13   | Marcus Armstrong   | Ret | 5   | Ret | 5   | 1   | 16  | 10  | 7   | 3   | 6   | 4   | 12  | 9   | 8   | 1   | Ret | 14  | Ret | 7   | 6   | 7   | 13  | 1   | 14  | 10  | 12  | 10  | 9   | 93     |
| 14   | Clément Novalak    | 18  | Ret | 11  | 14  | 19  | 4   | 14  | 5   | Ret | Ret | 14  | Ret | 13  | 13  | 15  | 17  | 17  | 8   | 20  | 12  | 17  | 9   | 2   | Ret | Ret | 8   | 14  | 12  | 40     |
| 15   | Ralph Boschung     | 4   | 4   | 15  | 15  | Ret | 3   | WD  | WD  | WD  | WD  | 15† | 9   | WD  | WD  |     |     |     |     |     |     | 3   | 14  | 17  | 17  | Ret | Ret | 17  | Ret | 40     |
| 16   | Jake Hughes        | Ret | 9   | DSQ | 4   | 18  | 12  | 20† | 16  | 18  | 13  | 9   | 10  | 11  | 10  | 16  | 5   |     |     |     |     |     |     |     |     |     |     |     |     | 26     |
| 17   | Amaury Cordeel     | 17  | 15  | Ret | WD  | DNS | 17  | 19  | 15  | 17  | Ret | 13  | Ret | EX  | EX  | 18  | 18  | Ret | 15  | 13  | 17  | 18  | 17  | 12  | 6   | 15  | 7   | 5   | 6   | 26     |
| 18   | David Beckmann     |     |     |     |     | Ret | 8   |     |     |     |     |     |     | 16  | 19  |     |     | 10  | 14  | 12  | 14  | 8   | 6   | 14  | 13  | 7   | 5   |     |     | 25     |
| 19   | Roy Nissany        | 12  | 8   | 9   | 8   | 4   | Ret | 15  | 10  | 9   | Ret | 10  | Ret | 14  | Ret | 13  | 9   | 16  | 9   | 19  | 18  | 11  | 19  | 15  | 16  | EX  | EX  | 8   | 10  | 20     |
| 20   | Roberto Merhi      |     |     |     |     |     |     |     |     |     |     |     |     |     |     | 19† | 3   | Ret | Ret | 14  | Ret |     |     |     |     |     |     |     |     | 15     |
| 21   | Olli Caldwell      | 19† | 17  | 14  | 16  | 17  | 13  | 13  | 14  | 16  | 15  | 19  | Ret | 18  | 17  | 17  | 6   | 18  | 13  | 10  | 20† | EX  | EX  | Ret | 8   | Ret | Ret | 16  | Ret | 12     |
| 22   | Marino Sato        | 16  | 11  | 8   | 17  | 16  | 11  | 17  | 19  | 15  | 10  | 17† | 8   | Ret | 15  | Ret | 16  | 9   | Ret | 15  | 15  | 12  | 15  | 19  | Ret | 11  | 11  | 19  | 15  | 6      |
| 23   | Calan Williams     | 15  | 18† | 4   | 13  | 14  | 15  | 16  | 11  | 14  | 16† | 16† | 16  | 17  | 16  | 14  | 15  | 13  | 11  | 11  | 16  | 16  | 16  | 18  | 11  | 14  | Ret |     |     | 5      |
| 24   | Cem Bölükbaşı      | 14  | 15  | WD  | WD  |     |     | 18  | 20  | 12  | 11  | 18† | Ret | 19  | 18  | NC  | Ret | 15  | Ret | 16  | 13  |     |     |     |     |     |     |     |     | 0      |
| 25   | Luca Ghiotto       |     |     |     |     |     |     |     |     |     |     |     |     |     |     |     |     |     |     |     |     |     |     |     |     | 13  | Ret |     |     | 0      |
| 26   | Zane Maloney       |     |     |     |     |     |     |     |     |     |     |     |     |     |     |     |     |     |     |     |     |     |     |     |     |     |     | 15  | 16  | 0      |
| 27   | Juan Manuel Correa |     |     |     |     |     |     |     |     |     |     |     |     |     |     |     |     |     |     |     |     |     |     |     |     |     |     | 18  | 17  | 0      |
| 28   | Tatiana Calderón   |     |     |     |     |     |     |     |     |     |     |     |     |     |     |     |     |     |     |     |     | 19  | 18  | Ret | Ret | Ret | DNS | 20  | 18  | 0      |
| 29   | Lirim Zendeli      |     |     |     |     |     |     |     |     |     |     |     |     |     |     |     |     |     |     |     |     | 20  | 21† |     |     |     |     |     |     | 0      |
| Pos. | Piloto             | SAK | SAK | YED | YED | IMO | IMO | BAR | BAR | MON | MON | BAK | BAK | SIL | SIL | SPI | SPI | LEC | LEC | BUD | BUD | SPA | SPA | ZAN | ZAN | MNZ | MNZ | YMC | YMC | Puntos |

| Color     | Resultado              |
| --------- | ---------------------- |
| Oro       | Ganador                |
| Plata     | 2.ª plaza              |
| Bronce    | 3.ª plaza              |
| Verde     | Finalizó en los puntos |
| Azul      | Finalizó sin puntos    |
| Azul      | NC - No clasificado    |
| Violeta   | Ret - No terminó       |
| Rojo      | DNQ - No se clasificó  |
| Negro     | DSQ - Descalificado    |
| Blanco    | DNS - No empezó        |
| Blanco    | WD - Retirado          |
| Blanco    | C - Carrera cancelada  |
| Sin color | DNP - No participó     |
| Sin color | INJ - Lesionado        |
| Sin color | EX - Excluido          |

| Estado  | Resultado |
| ------- | --- |
| Negrita | Pole position |
| Cursiva | Vuelta rápida puntuable, el piloto cumplió los requisitos para ser bonificado con uno o más puntos por lograr la vuelta rápida |
| †       | Abandona, pero clasifica al completar el porcentaje requerido para ello                                                        |

Fuente: Fórmula 2.

### Campeonato de Escuderías
| Pos. | Escudería             | N.º | SAK | SAK | YED | YED | IMO | IMO | BAR | BAR | MON | MON | BAK | BAK | SIL | SIL | SPI | SPI | LEC | LEC | BUD | BUD | SPA | SPA | ZAN | ZAN | MNZ | MNZ | YMC | YMC | Puntos |
| ---- | --------------------- | --- | --- | --- | --- | --- | --- | --- | --- | --- | --- | --- | --- | --- | --- | --- | --- | --- | --- | --- | --- | --- | --- | --- | --- | --- | --- | --- | --- | --- | ------ |
| 1    | MP Motorsport         | 11  | 5   | 6   | 3   | 1   | 5   | 10  | 1   | 1   | Ret | 1   | 5   | 3   | 5   | 4   | 4   | 11  | 3   | 4   | 4   | 9   | 4   | 2   | 10  | 1   | Ret | 6   | 3   | 2   | 305    |
| 1    | MP Motorsport         | 12  | 18  | Ret | 11  | 14  | 19  | 4   | 14  | 5   | Ret | Ret | 14  | Ret | 13  | 13  | 15  | 17  | 17  | 8   | 20  | 12  | 17  | 9   | 2   | Ret | Ret | 8   | 14  | 12  | 305    |
| 2    | Carlin                | 5   | 3   | 2   | 1   | Ret | 8   | Ret | 9   | 9   | 8   | Ret | 3   | 15  | 20  | 3   | Ret | 10  | 1   | 6   | 6   | 7   | 1   | 3   | 4   | 12  | 5   | 13  | 1   | 3   | 297    |
| 2    | Carlin                | 6   | 6   | 7   | Ret | 12  | 6   | 7   | 3   | 4   | 10  | 9   | 6   | 2   | 7   | 1   | 7   | 1   | 8   | Ret | Ret | 10  | Ret | 5   | 8   | Ret | 4   | Ret | 6   | 5   | 297    |
| 3    | ART Grand Prix        | 9   | 13  | Ret | 12  | 18† | 10  | 6   | 7   | 3   | 11  | 14  | 1   | 7   | 6   | 5   | 12  | 14  | 5   | 3   | 5   | 4   | 15  | 11  | 11  | 15  | 2   | 2   | 11  | 11  | 281    |
| 3    | ART Grand Prix        | 10  | Ret | 1   | 13  | Ret | 7   | 1   | 5   | 8   | 6   | 2   | 7   | 11  | 4   | 2   | 2   | 13  | 7   | 2   | 9   | 1   | 6   | Ret | 20  | 9   | 17  | Ret | 9   | 19† | 281    |
| 4    | PREMA Racing          | 1   | 9   | 19† | 16  | 6   | 3   | Ret | 12  | 13  | 1   | 7   | Ret | 1   | 15  | Ret | 9   | 4   | 12  | 16  | Ret | 19  | 10  | 12  | 3   | 4   | 9   | 4   | 4   | 4   | 241    |
| 4    | PREMA Racing          | 2   | 2   | 14  | 7   | 3   | 2   | 9   | 4   | Ret | 2   | 8   | 2   | 4   | 8   | 7   | 11  | 12  | 2   | 7   | 17  | 11  | DNS | 20  | 16  | 10  | 3   | 1   | Ret | 13  | 241    |
| 5    | Hitech Grand Prix     | 7   | Ret | 5   | Ret | 5   | 1   | 16  | 10  | 7   | 3   | 6   | 4   | 12  | 9   | 8   | 1   | Ret | 14  | Ret | 7   | 6   | 7   | 13  | 1   | 14  | 10  | 12  | 10  | 9   | 207    |
| 5    | Hitech Grand Prix     | 8   | 7   | 3   | 2   | 10  | 15  | Ret | Ret | 17  | 5   | 3   | 12  | Ret | 12  | 6   | 5   | 8   | 11  | 12  | 2   | 5   | 14  | 8   | 5   | 7   | 1   | 10  | 12  | 8   | 207    |
| 6    | DAMS                  | 16  | 12  | 8   | 9   | 8   | 4   | Ret | 15  | 10  | 9   | Ret | 10  | Ret | 14  | Ret | 13  | 9   | 16  | 9   | 19  | 18  | 11  | 19  | 15  | 16  | 13  | Ret | 8   | 10  | 161    |
| 6    | DAMS                  | 17  | 8   | 16  | 6   | 7   | 9   | 5   | 2   | 12  | 19  | 17† | 8   | 14  | 2   | 12  | 10  | 7   | 6   | 1   | 8   | 3   | 9   | 7   | 6   | 3   | 16  | DSQ | 13  | 1   | 161    |
| 7    | Virtuosi Racing       | 3   | 10  | 10  | Ret | 9   | 11  | Ret | 6   | 2   | 7   | 4   | 11  | 13  | 1   | 9   | 3   | 19  | 4   | 5   | 1   | Ret | 2   | 1   | 9   | Ret | 6   | Ret | 7   | Ret | 134    |
| 7    | Virtuosi Racing       | 4   | 16  | 11  | 8   | 17  | 16  | 11  | 17  | 19  | 15  | 10  | 17† | 8   | Ret | 15  | Ret | 16  | 9   | Ret | 15  | 15  | 12  | 15  | 19  | Ret | 11  | 11  | 19  | 15  | 134    |
| 8    | Charouz Racing System | 22  | 11  | 13  | 10  | 11  | 12  | 2   | 8   | 6   | 4   | 5   | Ret | 6   | 3   | 11  | 8   | 2   | Ret | 10  | 3   | 2   | 13  | 10  | 13  | 5   | 12  | 3   | Ret | 14  | 130    |
| 8    | Charouz Racing System | 23  | 14  | 15  | WD  | WD  | Ret | 8   | 18  | 20  | 12  | 11  | 18† | Ret | 19  | 18  | NC  | Ret | 15  | Ret | 16  | 13  | 19  | 18  | Ret | Ret | Ret | DNS | 20  | 18  | 130    |
| 9    | Trident               | 20  | 1   | Ret | 5   | 2   | 13  | 14  | 11  | 18  | 13  | 12  | 20† | 5   | 10  | 14  | 6   | DSQ | NC  | 17† | 18  | 8   | 5   | 4   | 7   | 2   | 8   | 9   | 2   | 7   | 108    |
| 9    | Trident               | 21  | 15  | 18† | 4   | 13  | 14  | 15  | 16  | 11  | 14  | 16† | 16† | 16  | 17  | 16  | 14  | 15  | 13  | 11  | 11  | 16  | 16  | 16  | 18  | 11  | 14  | Ret | 15  | 16  | 108    |
| 10   | Van Amersfoort Racing | 24  | Ret | 9   | DSQ | 4   | 18  | 12  | 20† | 16  | 18  | 13  | 9   | 10  | 11  | 10  | 16  | 5   | 10  | 14  | 12  | 14  | 8   | 6   | 14  | 13  | 7   | 5   | 18  | 17  | 73     |
| 10   | Van Amersfoort Racing | 25  | 17  | 15  | Ret | WD  | DNS | 17  | 19  | 15  | 17  | Ret | 13  | Ret | 16  | 19  | 18  | 18  | Ret | 15  | 13  | 17  | 18  | 17  | 12  | 6   | 15  | 7   | 5   | 6   | 73     |
| 11   | Campos Racing         | 14  | 19† | 17  | 14  | 16  | 17  | 13  | 13  | 14  | 16  | 15  | 19  | Ret | 18  | 17  | 17  | 6   | 18  | 13  | 10  | 20† | 20  | 21† | Ret | 8   | Ret | Ret | 16  | Ret | 67     |
| 11   | Campos Racing         | 15  | 4   | 4   | 15  | 15  | Ret | 3   | WD  | WD  | WD  | WD  | 15† | 9   | WD  | WD  | 19† | 3   | Ret | Ret | 14  | Ret | 3   | 14  | 17  | 17  | Ret | Ret | 17  | Ret | 67     |
| Pos. | Escudería             | N.º | SAK | SAK | YED | YED | IMO | IMO | BAR | BAR | MON | MON | BAK | BAK | SIL | SIL | SPI | SPI | LEC | LEC | BUD | BUD | SPA | SPA | ZAN | ZAN | MNZ | MNZ | YMC | YMC | Puntos |

| Color     | Resultado              |
| --------- | ---------------------- |
| Oro       | Ganador                |
| Plata     | 2.ª plaza              |
| Bronce    | 3.ª plaza              |
| Verde     | Finalizó en los puntos |
| Azul      | Finalizó sin puntos    |
| Azul      | NC - No clasificado    |
| Violeta   | Ret - No terminó       |
| Rojo      | DNQ - No se clasificó  |
| Negro     | DSQ - Descalificado    |
| Blanco    | DNS - No empezó        |
| Blanco    | WD - Retirado          |
| Blanco    | C - Carrera cancelada  |
| Sin color | DNP - No participó     |
| Sin color | INJ - Lesionado        |
| Sin color | EX - Excluido          |

| Estado  | Resultado |
| ------- | --- |
| Negrita | Pole position |
| Cursiva | Vuelta rápida puntuable, el piloto cumplió los requisitos para ser bonificado con uno o más puntos por lograr la vuelta rápida |
| †       | Abandona, pero clasifica al completar el porcentaje requerido para ello                                                        |

Fuente: Fórmula 2.